# Bahia Hariri
Pour les articles homonymes, voir Hariri.
Bahia Bahaeddine Hariri (en arabe : بهية الحريري), née le 26 juin 1952 à Sidon, est une femme politique libanaise, députée sunnite de Saïda depuis 1992, ministre de l'Éducation et de l'Enseignement supérieur de 2008 à 2009. Elle est la sœur de l’ancien Premier ministre Rafiq Hariri, et la tante de Saad Hariri.

## Biographie
Bahia Bahaeddine Hariri fut présidente de la Commission parlementaire de l’Éducation entre sa première entrée au parlement en 1992 jusqu'en juillet 2008, date de son entrée au gouvernement de Fouad Siniora comme ministre de l'Éducation et de l'Enseignement supérieur. Elle sort du gouvernement et retrouve la présidence de la Commission parlementaire de l'Éducation en novembre 2009, après sa réélection à son poste de député à la chambre.
Bahia Hariri est connue pour son fort engagement dans les activités humanitaires.
Elle a prononcé un discours émouvant le 28 février 2005, deux semaines après l’assassinat de son frère, qui a poussé Omar Karamé à annoncer la démission de son gouvernement pro syrien. Son discours lors de la grande manifestation du 14 mars a été également remarqué.
Aux élections législatives de 2018, elle est réélue députée pour un quatrième mandat.

### Vie privée
Bahia Hariri est mariée à Mustafa Hariri (qui est aussi son cousin) et a 4 enfants: Nader (né en 1969), Ghina, Ahmad (né en 1982) et Olaa.

Bahia Hariri en 2010.

## Décoration
- 2003 : ordre de la Légion d'honneur, décorée par le président français Jacques Chirac[2].